# Al Hawwārī
Al Hawwārī är en oas i Libyen. Den ligger i den sydöstra delen av landet, 1 400 km sydost om huvudstaden Tripoli. Al Hawwārī ligger 379 meter över havet.
Terrängen runt Al Hawwārī är platt.  Trakten runt Al Hawwārī är nära nog obefolkad, med mindre än två invånare per kvadratkilometer. Närmaste större samhälle är At Tāj, 16,4 km sydost om Al Hawwārī. Trakten runt Al Hawwārī är ofruktbar med lite eller ingen växtlighet.